# Herlev Bibliotek
Herlev Bibliotek udgør sammen med Biblioteket Kilden det kommunale biblioteksvæsen i Herlev Kommune. 

## Bibliotekets historie
Hovedbiblioteket Herlev Bibliotek har adresse på Herlev Bygade 70, og sådan har det været siden den 10. december 1971, hvor arkitekterne Erik Korshagens og E. Juul Møllers nye bibliotekshus lukkede dørene op for publikum og blev rammen om et spændende biblioteksmiljø. Huset tiltrak sig op gennem 1970'erne stor interesse i såvel biblioteks- som arkitektkredse.
Biblioteksvæsenet i Herlev så dagens lys i begyndelsen af 1900-tallet med offentlige bogsamlinger på Hjortespring og Herlev Skole. Biblioteket har beboet forskellige adresser inden det endelig landede på adressen i Bygaden.
Det var de ulønnede ildsjæle, som bar bibliotekstanken igennem de første mange år, men i 1948 besluttede Herlev Kommune at overtage ansvaret for biblioteket. Det skete med ansættelsen af bibliotekar Jetty Marschall – den første faguddannede bibliotekar i Herlev.

## Bibliotekets aktiviteter
Herlev Bibliotek er i dag en kulturinstitution i konstant dialog med sin omverden. Her finder du over 100 aktiviteter som foredrag, koncerter, events, workshops, undervisning med mere om året. Her findes desuden både en biblioteksklub og en familieklub med flere fordele. 
Herlev Bibliotek er Korshagens og Juul Møllers fysiske bibliotek iklædt nye tidssvarende gevandter – både i det fysiske rum og online. 

### Bogbyttedag
En af Herlev Biblioteks mange populære aktiviteter er bogbyttedagen. Her bytter læserne deres egne bøger indbyrdes. Altså en form for organiseret BookCrossing. Foruden bøger kan man være heldig at finde andre medier som dvd, vhs, lp, cd, mc etc.. Bestyrer for bogbytteriet var nu afdøde bibliotekar Gorm Thomsen, hvorfor dagen kaldes "Gorms bogbytte". Dato for bogbyttedagen kan findes på Herlev Biblioteks hjemmeside.

### Bogcafé
En anden tilbagevendende begivenhed er den årlige bogcafé "Årets bedste bøger", hvor ansatte fortæller om deres læseoplevelser. Det er et arrangement, som Herlevs borgere er meget glade for, og fremmødet er stort.
Foruden arrangementet med tilbageblik på hele årets bøger, så fortæller personalet mange gange årligt om deres læseoplevelser under konceptet "Mandagssalon", der altid ligger den første mandag i måneden.